# Wu-Chung Hsiang
Wu-Chung Hsiang (Zhejiang, 12 de junho de 1935) é um matemático chinês-estadunidense, especialista em topologia.
Foi palestrante convidado do Congresso Internacional de Matemáticos em Nice (1970: Differentiable actions of compact connected Lie groups on {\displaystyle R^{n}}) e palestrante plenário do Congresso Internacional de Matemáticos em Varsóvia (1983: Geometric applications of algebraic K-theory. Em 2005 ocorreu uma conferência na Universidade Stanford em memória de seu aniversário de 70 anos.
Dentre seus alunos de doutorado constam Ruth Charney e Lowell Edwin Jones.